# Hạ viện Thái Lan
Viện Dân biểu Thái Lan (tiếng Thái: สภาผู้แทนราษฎร; Chuyển tự Hoàng gia: Sapha Phuthaen Ratsadon) là hạ viện của cơ quan lập pháp lưỡng viện - Quốc hội Thái Lan. Hệ thống chính trị Thái Lan là một chế độ quân chủ lập hiến với nền dân chủ nghị viện. Ngành lập pháp của Thái Lan được mô phỏng theo hệ thống Westminster. Hiện tại Viện Dân biểu có 500 thành viên, trong đó 400 đại biểu được bầu trực tiếp qua các khu vực bầu cử, và 100 đại biểu còn lại được bầu thông qua đại diện theo tỷ lệ trong danh sách đảng. Vai trò và quyền hạn của Viện Dân biểu được quy định trong bản Hiến pháp mới nhất năm 2017.
Sau cuộc đảo chính năm 2014, cả Viện Dân biểu cùng Thượng viện Thái Lan tạm thời bị bãi bỏ và được thay thế bằng Hội đồng Lập pháp Quốc gia đơn viện, một cơ quan gồm 250 thành viên, được Hội đồng Hòa bình và Trật tự Quốc gia chọn ra. Sau khi ban hành Hiến pháp 2017 vào tháng 4 năm 2017, Quốc hội lưỡng viện đã được tái lập nhưng hiến pháp cho phép Hội đồng Lập pháp Quốc gia quân sự được giữ nguyên cho đến khi Viện Dân biểu được thành lập sau cuộc tổng tuyển cử năm 2019.
Hạ viện đề nghị các dự luật và Thượng viện phê chuẩn, đề nghị tu chính hay bác bỏ. Nếu Thượng viện không đồng ý với một dự án luật, dự luật đó sẽ được trì hoãn trong 180 ngày, sau đó Hạ viện có thể thông qua bản dự thảo luật được đa số tuyệt đối đồng ý mà không cần tham khảo ý kiến của Thượng viện.

## Lịch sử
Hạ viện được lập sau cuộc cách mạng tư sản năm 1932 do một nhóm sĩ quan trẻ lãnh đạo, Thái Lan chuyển từ chế độ quân chủ chuyên chế sang chế độ quân chủ lập hiến.